# Nancy Pelosi
Pour les articles homonymes, voir Pelosi.
Nancy Patricia Pelosi, née D'Alesandro le 26 mars 1940 à Baltimore (Maryland) est une femme politique américaine. Membre du Parti démocrate, elle est notamment présidente de la Chambre des représentants des États-Unis de 2007 à 2011 et de 2019 à 2023.
Résidente de San Francisco, elle siège depuis 1987 à la législature fédérale pour la Californie. Choisie comme cheffe de groupe des démocrates en 2003, elle est élue présidente de la Chambre des représentants en 2007, ce qui fait d’elle la première femme à accéder au poste. Le républicain John Boehner lui succède en 2011, à la suite de la défaite du Parti démocrate aux élections de 2010. Redevenue cheffe de groupe, elle retrouve la présidence en 2019. Après les élections de 2022, le Parti républicain devenant majoritaire à la Chambre, elle renonce à son poste de cheffe du groupe démocrate.

## Situation personnelle

### Naissance et famille
Nancy Patricia D'Alesandro est née à Baltimore, dans l'État du Maryland. Son père, Thomas D'Alesandro, Jr. (en), est élu à la Chambre des représentants des États-Unis de 1939 à 1947, puis maire de Baltimore entre 1947 et 1959. Elle est la seule fille d'une famille italo-américaine catholique de six enfants. Son frère Thomas D'Alesandro III (en), également démocrate, est maire de Baltimore de 1967 à 1971.
Elle épouse en 1963 un investisseur immobilier, Paul Pelosi, qui fait fortune et avec qui elle a cinq enfants.
Nancy Pelosi déclarait en 2006 la troisième fortune du Congrès (16 millions de dollars). Elle était alors classée comme la 48e femme la plus puissante au monde par le magazine Forbes. En 2007, elle était classée 26e, en 2019 3e et en 2020 7e.

### Études et formation
Après un Bachelor of arts à Trinity College à Washington, elle part pour San Francisco et devient porte-parole du Parti démocrate pour la Californie du Nord.

## Parcours politique

### Représentante de Californie (depuis 1987)
Quand, en 1987, la représentante du 5e district de Californie, Sala Burton, décède d'un cancer, Nancy Pelosi est élue à 47 ans, à sa place, lors d'une élection partielle dans l'un des sièges les plus traditionnellement démocrates du pays. En 1993, son district est redécoupé et devient le 8e district de Californie, englobant la ville de San Francisco.
En 2001, elle est élue Minority Whip, adjointe du chef de la minorité démocrate de la Chambre des représentants (en), devenant la première femme à occuper ce poste. À la suite de la démission de Richard Gephardt, qui occupait ce poste après les élections de mi-mandat de 2002, Nancy Pelosi est élue pour le remplacer et devient la première femme à occuper la fonction de chef de parti au Congrès des États-Unis.
Représentante de l'un des districts les plus à gauche du pays, elle est considérée comme l'une des principales voix du courant progressiste. Elle a ainsi voté contre la résolution autorisant le président George W. Bush à entrer en guerre contre l'Irak, mais pour le financement des troupes une fois sur place, et contre les baisses d'impôts généralisées. Elle soutient le droit à l'avortement, s'oppose à la prière à l'école, à l'accord de libre-échange avec la Chine et défend les peines de substitution. Elle est aussi favorable à un retrait progressif des forces américaines d'Irak.
Sa réputation de libérale a toutefois été entachée par son vote en faveur du Patriot Act en 2001, même si elle fut imitée par la quasi-totalité des élus démocrates (elle a cependant voté contre son renouvellement).
À San Francisco, une des villes de son importance parmi les plus à gauche du pays, elle est généralement considérée comme une élue modérée.

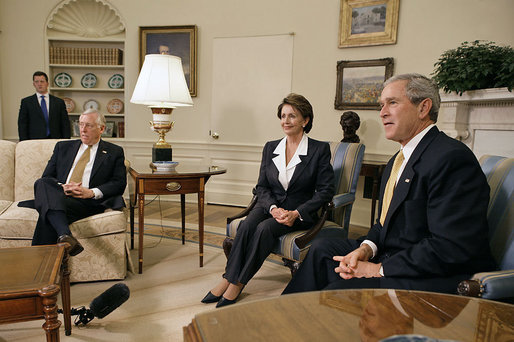
Nancy Pelosi entourée de Steny Hoyer et de George W. Bush (novembre 2006).

Lors de la campagne pour les élections de mi-mandat de 2006, le programme démocrate qu'elle défend comporte six points principaux : le relèvement du salaire minimum, l'élargissement aux classes défavorisées de l’accès aux soins médicaux, la baisse du taux de crédit accordé aux étudiants, l'allègement de la charge fiscale de la classe moyenne et la réduction des coûts administratifs des petites et moyennes entreprises. Le 7 novembre 2006, les démocrates remportent la majorité aux élections à la Chambre des représentants. Nancy Pelosi, confortablement réélue dans son district avec plus de 80 % des voix, devient alors la candidate naturelle en tant que chef de file des démocrates à la Chambre pour accéder au poste de porte-parole de la chambre basse du Congrès.

### Présidente de la Chambre des représentants (2007-2011)
Le 16 novembre 2006, Nancy Pelosi est désignée à l'unanimité par les élus du parti à la Chambre des représentants pour qu'elle soit leur candidate à la présidence de la chambre basse du Congrès. Elle est élue présidente de la Chambre des représentants des États-Unis le 4 janvier 2007, faisant d'elle la première femme élue à cette fonction dans l'histoire du pays. Elle échoue cependant à persuader les démocrates de soutenir John Murtha (en), son bras droit et parrain en politique, pour diriger le groupe démocrate, qui est battu par 149 voix contre 86 par Steny Hoyer, représentant démocrate du Maryland.
En 2008, après une rencontre avec le dalaï-lama et des responsables du gouvernement tibétain en exil, Pelosi a critiqué la République populaire de Chine pour sa gestion des troubles au Tibet. S'adressant à une foule de milliers de Tibétains à Dharamsala, en Inde, Pelosi a appelé les « peuples épris de liberté » du monde entier à dénoncer la Chine pour ses violations des droits de l'homme au Tibet.

### À nouveau chef de l’opposition à la Chambre (2011-2019)
Bien que Nancy Pelosi soit réélue confortablement aux élections de mi-mandat de 2010, le Parti démocrate y perd 63 sièges et la Chambre des représentants devient à majorité républicaine. Son successeur à la présidence de la Chambre est John Boehner puis Paul Ryan en 2015. Elle est élue chef de la minorité démocrate (minority leader) pour les 112e, 113e, 114e et 115e congrès des États-Unis. Elle déclare que si Hillary Clinton avait gagné à la présidentielle de 2016, elle aurait pris sa retraite.
Alors que les démocrates l’emportent aux élections de mi-mandat de 2018, elle fait l’objet d’une contestation au sein de son parti en raison de son profil modéré, de sa longévité en politique (âgée de 78 ans, elle vient d’être élue pour un 15e mandat de représentante) et de son impopularité,. Elle remporte finalement le vote interne à son parti le 28 novembre 2018, puis l’élection en plénière le 3 janvier 2019.

### Retour à la présidence de la Chambre des représentants (2019-2023)
Avec les démocrates de la Chambre des représentants, l'une de ses premières actions est de mettre en place un comité sur le changement climatique (présidé par Eddie Bernice Johnson) afin d'agir contre le réchauffement climatique et contre les attaques de l'administration Trump envers les scientifiques travaillant sur l'environnement.

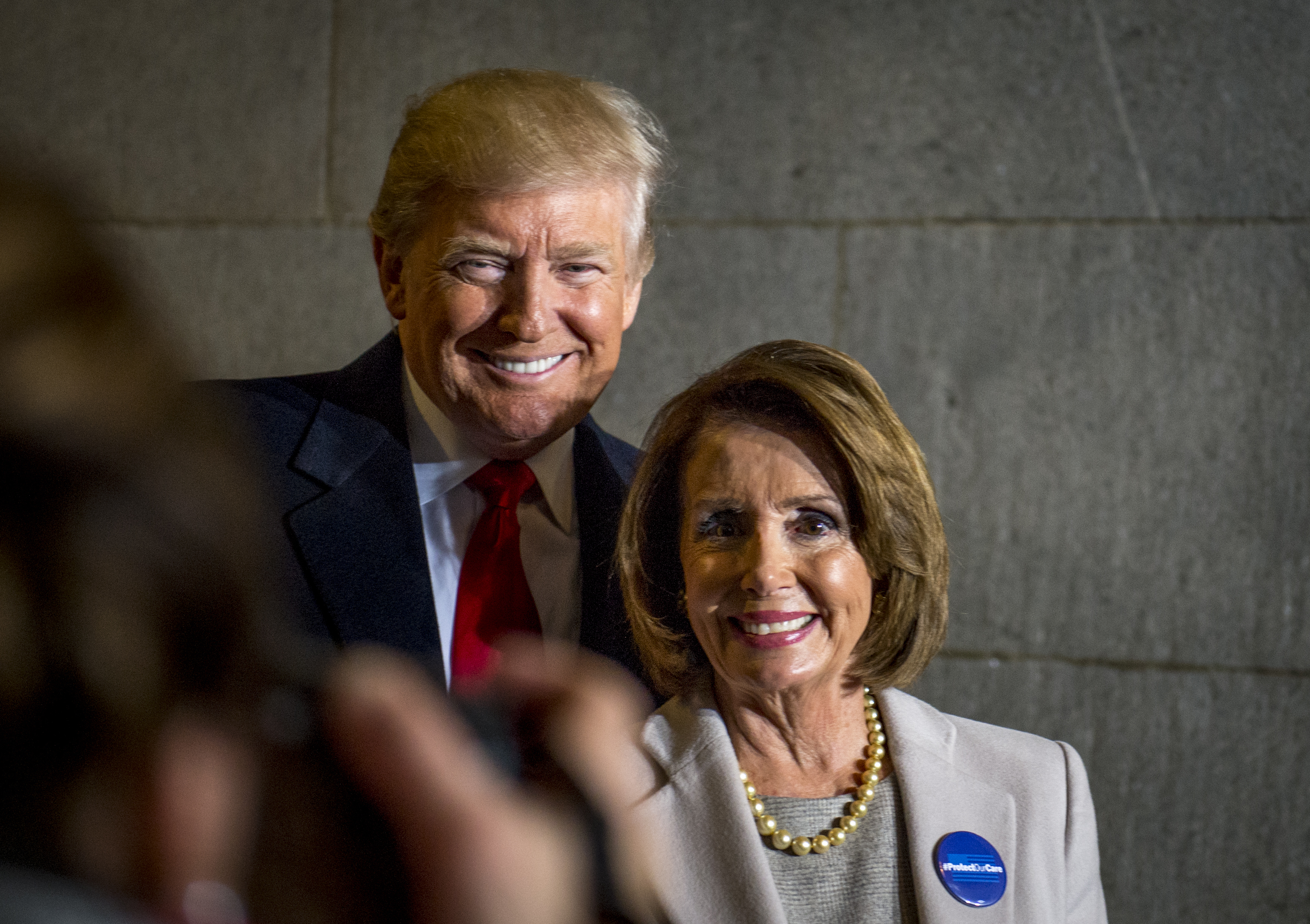
Le président élu Donald Trump et Nancy Pelosi, le 20 janvier 2017.

Contrairement à plusieurs autres parlementaires démocrates, elle se montre réservée sur le lancement d'une procédure de destitution de Donald Trump à l'approche de l'élection présidentielle de 2020. Cependant, sous la pression de son parti, elle annonce le 24 septembre 2019 l'ouverture d'une enquête en vue d'une destitution du président, qui se termine par l'acquittement de Donald Trump au Sénat.
Le 3 janvier 2021, elle est réélue comme présidente de la Chambre des représentants. Le 6 janvier à Washington D.C., elle co-préside avec Mike Pence la session du 117e congrès appelée à certifier le vote du collège électoral de l'élection présidentielle 2020 donnant la victoire à Joe Biden, quand les partisans de Donald Trump prennent d'assaut le Capitole. Le 13 janvier suivant, à la suite de la seconde mise en accusation de Donald Trump par la Chambre des représentants, elle signe les textes pour « incitation à l'insurrection contre le gouvernement des États-Unis » mettant en accusation le président et ouvre la seconde procédure de destitution de Donald Trump afin de l'empêcher de briguer un nouveau mandat en 2024. En février, après cinq jours de procès au Sénat, Donald Trump est acquitté.

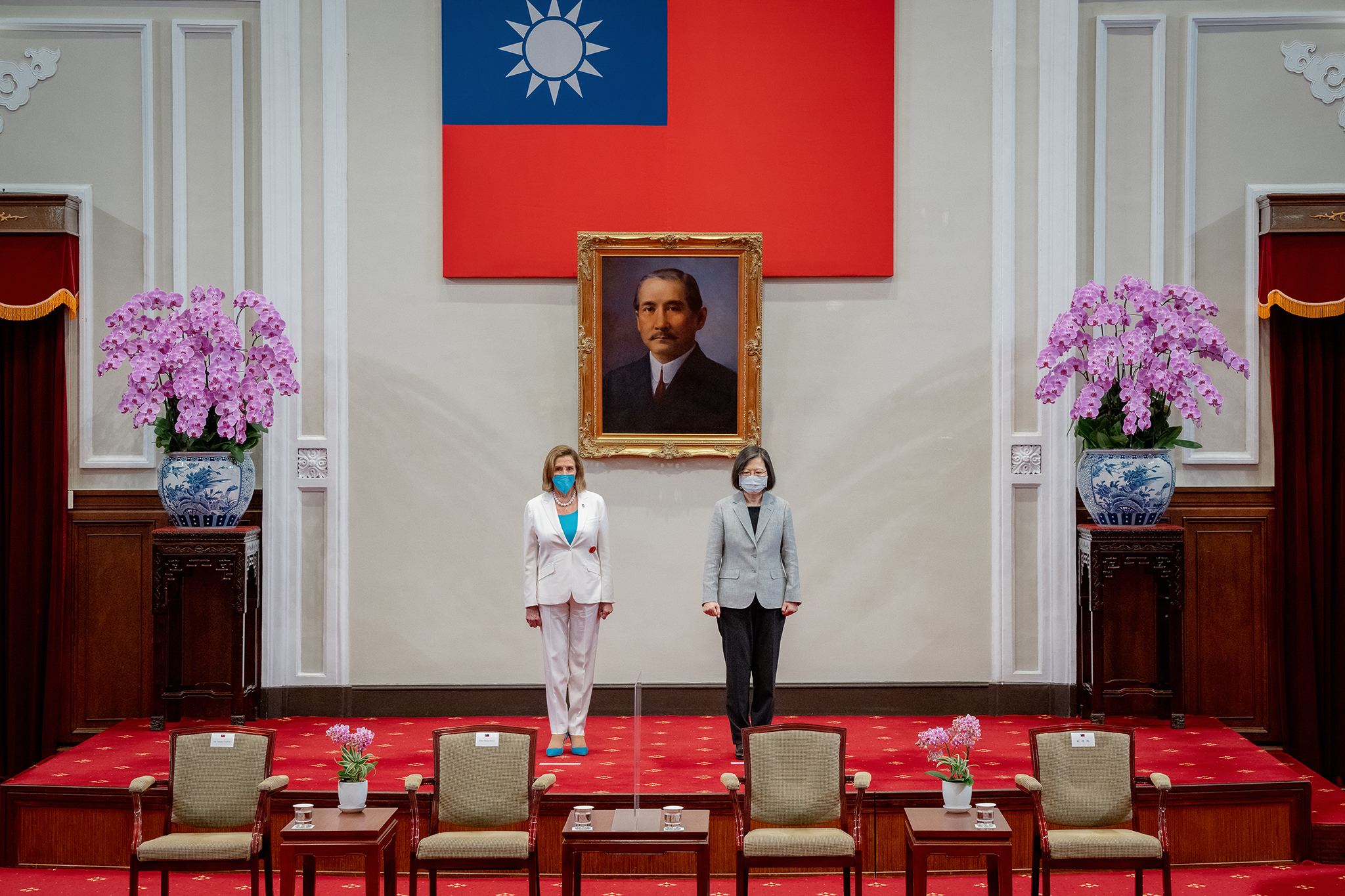
Nancy Pelosi et la présidente Tsai Ing-wen le 2 août 2022 à Taïwan.

Le 2 août 2022, elle visite Taïwan, devenant le plus haut responsable politique américain à se rendre sur l'île en 25 ans. Son voyage ravive les tensions entre les États-Unis et la Chine. La visite a lieu malgré les avertissements de la Chine. À la suite de son arrivée à Taïwan, l'armée chinoise déclare être en état d'alerte maximale et annonce son intention de lancer des « opérations militaires ciblées » près de Taïwan, y compris en direct - des exercices d'incendie, des exercices aériens et maritimes conjoints et des lancements d'essais de missiles. Nancy Pelosi déclare que sa visite est un signe de l'engagement du Congrès américain envers Taïwan. Elle considère alors Taïwan comme l'une des « sociétés les plus libres du monde ».
Le 28 octobre 2022, un homme pénètre dans sa résidence à San Francisco avec la volonté de s'en prendre à elle, mais elle se trouve alors à Washington. C'est son mari, Paul, qui subit l'agression au marteau. L'intrus, arrêté peu après, fait partie de la mouvance d'extrême-droite QAnon (agression contre Paul Pelosi).
Après les élections de 2022, le Parti républicain devenant majoritaire à la Chambre, elle décide de ne pas se représenter pour briguer un nouveau mandat de cheffe de délégation des démocrates. C'est Hakeem Jeffries, élu de l'État de New York, qui lui succède au poste de leader de la minorité, premier afro-américain à devenir chef d'un parti au Congrès. Nancy Pelosi continue néanmoins de siéger comme représentante de Californie.

### Après la présidence de la Chambre (depuis 2023)
En janvier 2024, dans le contexte de guerre à Gaza, elle demande qu'une enquête du FBI soit dirigée contre les organisateurs de manifestations pour un cessez-le-feu, estimant qu'ils pourraient être liés à la Russie. En avril, elle figure parmi les élus démocrates signant une lettre au président Joe Biden demandant l'arrêt des livraisons américaines d'armement au gouvernement israélien.
Elle joue un rôle clé dans les efforts de certains élus démocrates pour convaincre Joe Biden de se retirer de l'élection présidentielle de 2024 après son débat contre Donald Trump. Quelques jours après son retrait, elle apporte son soutien à Kamala Harris. Elle est réélue pour un vingtième mandat à la Chambre lors des élections de novembre 2024.

## Historique électoral

### Chambre des représentants des États-Unis
| Année | Nancy Pelosi | Républicain | PFP    | Libertarien | Indépendant | NLP    | Vert   |
| ----- | ------------ | ----------- | ------ | ----------- | ----------- | ------ | ------ |
| Année |              |             |        |             |             |        |        |
| 1987  | 63,36 %      | 30,67 %     | 1,51 % | 1,37 %      | 2,19 %      | —      | —      |
| 1988  | 76,41 %      | 19,28 %     | 2,27 % | 2,04 %      | —           | —      | —      |
| 1990  | 77,18 %      | 22,82 %     | —      | —           | —           | —      | —      |
| 1992  | 82,47 %      | 11,04 %     | 3,25 % | 3,23 %      | —           | —      | —      |
| 1994  | 81,85 %      | 18,15 %     | —      | —           | —           | —      | —      |
| 1996  | 84,34 %      | 12,39 %     | —      | —           | 0,01 %      | 3,26 % | —      |
| 1998  | 85,83 %      | 12,05 %     | —      | —           | —           | 2,12 % | —      |
| 2000  | 84,41 %      | 11,74 %     | —      | 2,62 %      | —           | 1,22 % | —      |
| 2002  | 79,58 %      | 12,50 %     | —      | 1,66 %      | —           | —      | 6,25 % |
| 2004  | 82,95 %      | 11,51 %     | 3,53 % | —           | 2,02 %      | —      | —      |
| 2006  | 80,39 %      | 10,72 %     | —      | 1,49 %      | —           | —      | 7,39 % |
| 2008  | 71,91 %      | 9,68 %      | —      | 2,28 %      | 16,17 %     | —      | —      |
| 2010  | 80,10 %      | 15,12 %     | 2,46 % | 2,31 %      | 0,01 %      | —      | —      |
| 2012  | 85,08 %      | 14,92 %     | —      | —           | —           | —      | —      |
| 2014  | 83,25 %      | 16,75 %     | —      | —           | —           | —      | —      |
| 2016  | 80,87 %      | —           | —      | —           | 19,13 %     | —      | —      |
| 2018  | 86,8 %       | 13,2 %      | —      | —           | —           | —      | —      |
| 2020  | 77,6 %       | 7,7 %       | —      | —           | —           | —      | —      |
| 2022  | 84,0 %       | 16,0 %      | —      | —           | —           | —      | —      |
| 2024  | 81,0 %       | 19,0 %      | —      | —           | —           | —      | —      |

## Distinctions
- Médaille présidentielle de la Liberté (2024)

### Décorations étrangères
- Grand-croix de l'ordre du Mérite de la République italienne (Italie), le 2 juin 2007[30] – officier le 2 juin 2001[31].
- Chevalier grand cordon de l'ordre du Soleil levant (Japon), le 29 avril 2015[32].
- Grand-croix ordre du Cœur d'or (en) (Philippines), le 23 juin 2008[33].
- Dame grand-croix de l'ordre d'Isabelle la Catholique (Espagne), le 25 avril 2023[34].
- Grand-croix classe spéciale de l'ordre des Nuages propices (Taïwan), le 3 août 2022[35].
- Membre de l'ordre de la princesse Olga (Ukraine), le 30 avril 2022[36].
- Grand officier de l'ordre du prince Iaroslav le Sage (Ukraine), le 21 octobre 2022[37].
- Prix Lumière de la vérité le 9 décembre 2024[38].